# Aalbes
De aalbes, rode bes of trosbes (Ribes rubrum) is een bes, oorspronkelijk uit het westen van Europa: België, Duitsland, Frankrijk, Nederland, Noord-Italië en Noord-Spanje. Het is een bladverliezende struik, normaal 1 tot 1,5 meter hoog, soms 2 m, met een handlobbig blad met vijf lobben. De bloemen zijn onopvallend geelgroen en de eetbare bessen zijn vaak felrood, soms wit of roze. De bessen (diameter ongeveer 8–12 mm) hangen in trossen met 3 à 10 bessen tegelijk, de lengte van zo'n tros is 4 tot 8 cm. Een geplante struik kan 3 à 4 kilo bessen opbrengen, rond het midden of eind van de zomer. Er zijn twee kleuren aalbessen:
- rode bes
- witte bes, waartoe ook de roze bes wordt gerekend.

## Plantengemeenschap
De aalbes is een kensoort voor de klasse van eiken- en beukenbossen op voedselrijke grond.

## Alternatieve geneeskunde
Hoewel de zwarte bes traditioneel meer geassocieerd wordt met medisch gebruik, vermelden Engels- en Duitssprekende kruidkundige bronnen dat ook aalbessen medisch gebruikt kunnen worden: ze zouden koorts reduceren, zweet induceren, menstruatie induceren en een mild laxeermiddel zijn. Ook zou het een bloedstelpend en eetlust vergrotend middel zijn, en ook een diureticum zijn met invloeden op de spijsvertering. Sommige van deze genoemde effecten komen misschien door het hoge niveau van vitamine C, zuren en voedingsvezels die zijn vastgesteld in de bessen. Over kruidenthee die gemaakt wordt van gedroogde aalbes-bladeren wordt gezegd dat ze de symptomen van jicht en reuma verlichten, in een verband slecht helende wonden beter laten helen en om mee te gorgelen tegen infecties in de mond.

### Voedingsstoffen
De aalbes bevat vrij veel vitamine B1 en C, en veel ijzer, fosfor, kalium, voedingsvezel, koper en mangaan. Gedroogd worden ze beschouwd als heel alkaliserend.

#### Voedingswaarde per 100 g
- Calorieën - 46 kilocalorieën
- Energie - 191,8 kJ
- Eiwitten - 1,3 g
- Vet - 0,21 g
  - Waarvan verzadigd - 0 g
- Koolhydraten - 7,9 g
  - Waarvan suiker - 7,9g
- Voedingsvezel - 3,5 g
- Natrium - 1,4 mg
- Vitamine C - 21 mg
- IJzer - 1,2 mg[2]

| - Aalbessen - Aalbessen in augustus - Roze aalbes |